# Osmansko-habsburské války
Osmansko-habsburské války raného novověku byla série válečných konfliktů mezi Osmanskou říší a Habsburskou monarchií, podporovanou některými dalšími evropskými státy. Válka probíhala zejména v Uhrách. Na jejich počátku Osmané dosáhli zásadního vítězství v bitvě u Moháče, redukujíce Uhry na vazalský a tribut platící stát.
Dlouhá turecká válka na konci 16. století skončila nerozhodně, stejně jako turecká válka v letech 1663–1664, při které došlo ke vpádu Turků a Tatarů na Moravu. Porážka Turků při druhém obléhání Vídně znamenala velký obrat v osmansko-habsburských válkách. V průběhu velké turecké války na konci 17. století byli Turci vytlačeni z Uher. Rakousko-turecká válka v letech 1737–1739 vedla k porážce Habsburků a ke ztrátě velké části balkánských území, které získal v předchozích vítězných válkách s Turky princ Evžen Savojský. Poslední rakousko-turecká válka v letech 1787–1791, ve které dosáhli úspěchů na válečném poli habsburský vojevůdce Laudon i budoucí vojevůdce Radecký, byla ukončena uzavřením separátního míru, který vracel hranice do předválečného stavu.

## Pozadí
Expanze Osmanů do Evropy vedla k podpoře středoevropských zemí ze Západu, jelikož postupující a mocný islámský stát byl vnímán jako hrozba pro křesťanstvo v Evropě. Křížové výpravy na Nikopoli a Varnu byly pokusem zastavit osmanský postup do Střední Evropy a na Balkáně.
Na chvíli byli Osmané zaměstnáni snahou potlačit povstání na Balkáně jako byl Vlad III. Dracula. Konečná porážka bouřících se vazalských států otevřela Střední Evropu Osmanské invazi. Uhry přímo sousedily s Osmanskou říší a jejími vazaly.
Roku 1526 padl v bitvě u Moháče Ludvík Jagellonský a královna Marie uprchla ke svému bratrovi, rakouskému arcivévodovi, Ferdinandovi I. Ferdinand I. Habsburský vznesl nárok na uherský trůn, což vedlo k občanské válce v Uhrách, jelikož nárok na trůn vznesl také Jan Zápolský, jenž byl podporován Osmanskou říší.

## Seznam osmansko-habsburských konfliktů
| Rakousko-osmanské konflikty           | Rakousko-osmanské konflikty | Rakousko-osmanské konflikty | Španělsko-osmanské alžírské středomořské konflikty | Španělsko-osmanské alžírské středomořské konflikty | Španělsko-osmanské alžírské středomořské konflikty |
| Název                                 | Tvaní                       | Výsledek                    | Název                                              | Tvaní                                              | Výsledek                                           |
| ------------------------------------- | --------------------------- | --------------------------- | -------------------------------------------------- | -------------------------------------------------- | -------------------------------------------------- |
| Bitva u Moháče                        | 1526                        | Osmanské vítězství          | Alžírská expedice (1516)                           | 1516                                               | Alžírské vítězství                                 |
| Habsbursko-osmanská válka (1529–1533) | 1529–1533                   | Osmanské vítězství          | Dobytí Tunisu (1535)                               | 1535                                               | Španělské vítězství                                |
| Habsbursko-osmanská válka (1540–1547) | 1540–1547                   | Osmanské vítězství          | Bitva u Prevezy (1538)                             | 1538                                               | Osmanské vítězství                                 |
| Habsbursko-osmanská válka (1551–1562) | 1551–1562                   | Osmanské vítězství          | Alžírská expedice (1541)                           | 1541                                               | Alžírské vítězství                                 |
| Habsbursko-osmanská válka (1565–1568) | 1565–1568                   | Osmanské vítězství          | Obléhání Nice (1543)                               | 1543                                               | Křesťanské vítězství                               |
| Dlouhá turecká válka                  | 1593–1606                   | Bez výsledku                | Expedice do Mostaganemu (1558)                     | 1558                                               | Alžírské vítězství                                 |
| Rakousko-turecká válka (1663–1664)    | 1663–1664                   | Osmanské vítězství          | Bitva u Džerby (1560)                              | 1560                                               | Osmanské vítězství                                 |
| Velká turecká válka                   | 1683–1699                   | Habsburské vítězství        | Obléhání Oranu (1563)                              | 1563                                               | Španělské vítězství                                |
| Rakousko-turecká válka (1716–1718)    | 1716–1718                   | Habsburské vítězství        | Velké obléhání Malty (1565)                        | 1565                                               | Křesťanské vítězství                               |
| Rakousko-turecká válka (1737–1739)    | 1737–1739                   | Osmanské vítězství          | Bitva u Lepanta (1571)                             | 1571                                               | Křesťanské vítězství                               |
| Rakousko-turecká válka (1787–1791)    | 1787–1791                   | Bez výsledku                | Dobytí Tunisu (1574)                               | 1574                                               | Osmanské vítězství                                 |

## Rakouský postup
Ferdinand I. Habsburský napadl Uhry oslabené občanskou válkou v roce 1527 ve snaze porazit Jana Zápolského. Jan Zápolský nebyl schopen zastavit postup Ferdinanda I., při kterém rakouská vojska obsadila Budín. Osmanský sultán Sulejman I. reagoval pomalu a vyslal mohutnou armádu o 120 tisících mužů 10. května 1529.

## První obléhání Vídně
Sultán Sulejman I. lehce získal zpět většinu Ferdinandových územních zisků z předchozích dvou let. Pouze pevnost v Prešpurku odolala. Vezmeme-li v potaz velikost Sulejmanovy armády a devastaci jí způsobenou v Uhrách v předcházejících letech není překvapivé, že vůle vzdorovat jedné ze světových velmocí chyběla u mnoha rakouských sídel.
Sultán dorazil k Vídni 27. září 1529. Ferdinandova vojska měla přibližně 16 tisíc mužů, byla přečíslena 7 ku 1. Přesto Ferdinand bránil Vídeň s velkou prudkostí. 14. října Osmané ustoupili. Ústup osmanských vojsk byl brzděn obranou Prešpurku (Bratislava), která znovu ostřelovala osmanská vojska. Brzký sníh situaci zhoršil a až po třech letech zahájili Osmané další kampaň v Uhrách.

## Malá válka
Po porážce u Vídně obrátil sultán svou pozornost k jiným částem své říše. Využívaje jeho absence, zahájil arcivévoda Ferdinand ofenzívu v roce 1530 a obsadil Gran a ostatní pevnosti. Útok na Budín byl zmařen pouze přítomností tureckých vojáků. Obdobně jako v případě předchozího rakouského útoku, návrat osmanských vojsk donutil Habsburky k přechodu do defenzívy. V roce 1532 sultán Sulejman I. vyslal velkou armádu na Vídeň. Osmanská armáda šla odlišnou cestou ke Kőszegu. Po obléhání Kőszegu, zbylých 700 rakouských vojáků přistoupilo na čestnou kapitulaci pevnosti, zajišťující jim bezpečnost. Poté sultán své vojáky stáhl, uznal omezené zisky v Uhrách a zároveň donutil Ferdinanda uznat Jana Zápolského králem Uher.

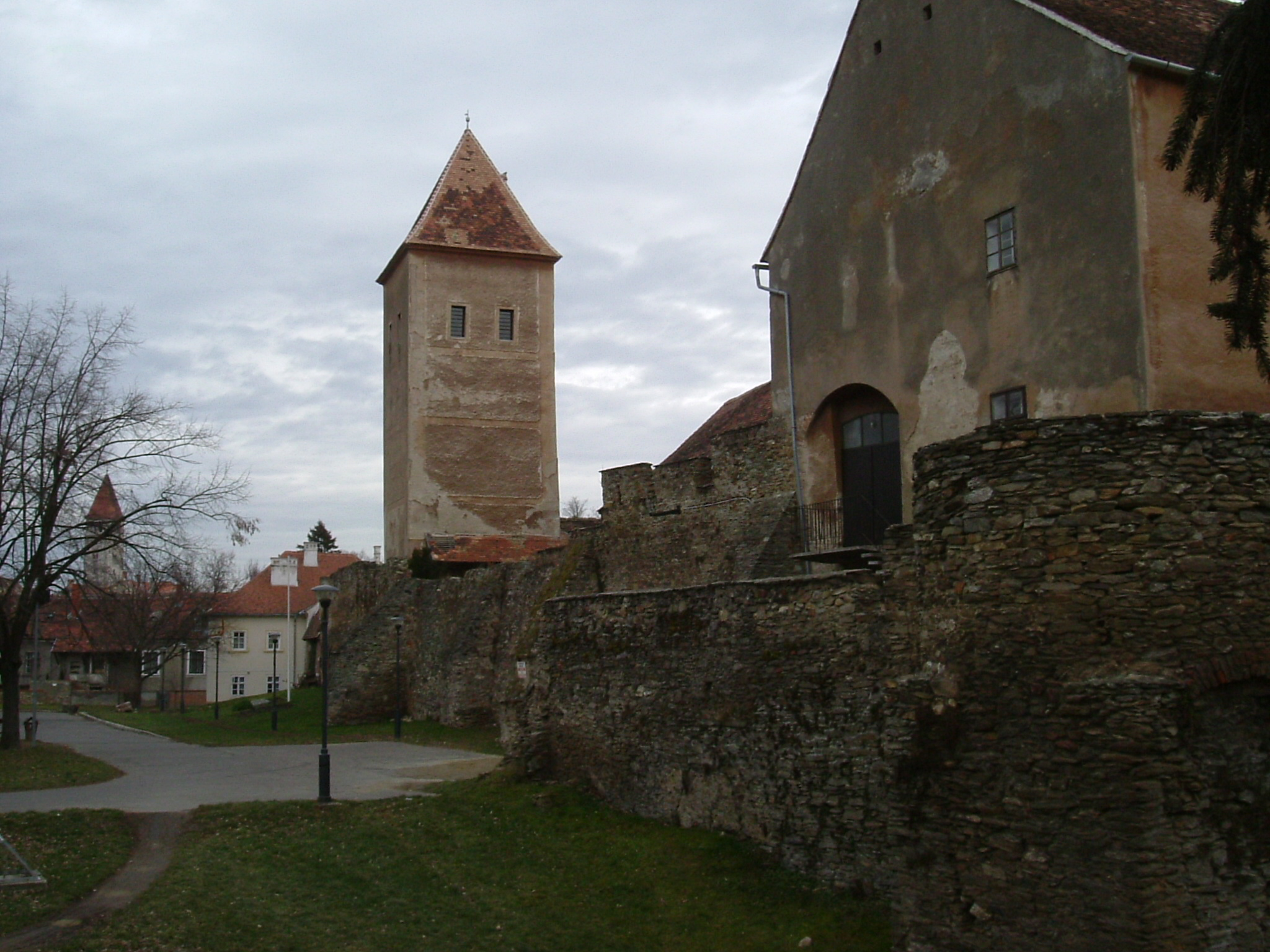
Zřícenina hradu v Kőszegu

I přesto, že mír mezi Habsburky a Osmany trval devět let, Jan Zápolský a Ferdinand nadále vedli vojenské potyčky a srážky na hranicích. V roce 1537 Ferdinand porušil mírovou smlouvu útokem a obléháním Osijeku, což vedlo k dalšímu osmanskému triumfu. I přesto byl Ferdinand smlouvou z Nagyváradu uznáván za následníka Uherského království. 
Po smrti Jana Zápolského v roce 1540 bylo Ferdinandovi dědictví odepřeno a místo toho předáno Janovu synovi, Janu Zikmundovi Zápolskému. Když se Rakušané pokusili prosadit dodržení smlouvy, vytáhli na Budín, kde však utrpěli další porážku od Sulejmana; starý rakouský generál Wilhelm von Roggendorf se ukázal jako neschopný. Sulejman poté zlikvidoval zbylé rakouské jednotky a fakticky anektoval Uhry. Do doby, než byla v roce 1551 uzavřena mírová smlouva, se Habsburské Uhry zredukovaly na pouhé pohraniční území.
Po pádu Budína do rukou Turků v roce 1541, Západní a Severní Uhry uznali Habsburské krále (Královské Uhersko, střední a jižní území Uher bylo okupováno Osmany (Osmanské Uhry) a na východě vzniklo Vévodství Sedmihradské. Malá válka byla promarněnou příležitostí pro obě strany, Rakouská snaha o zvýšení vlivu v Uhrách byla stejně neúspěšná jako Osmanský útok na Vídeň. Nicméně nebyly žádné iluze jako status quo. Osmanská říše stále představovala mocnou a nebezpečnou hrozbu, a proto Rakousko zahájilo novou ofenzívu.
V září 1552 síly Osmanské říše vedené Kara Ahmed Pašou obléhaly Egerský hrad, který se nacházel v severní části Uherského království, ale obránci vedení Istvánem Dobó útoky odrazili a hrad ubránili. Obléhání Egeru se stalo symbolem národní obrany a vlasteneckého hrdinství.
Habsburské zájmy byly rozděleny mezi boje o zpustošené evropské země pod islámskou okupací, pokusy o zastavení šíření reformace a rozpadu Svaté říše římské a španělské ambice v Severní Africe, Nizozemské revoluci a proti Francii. Osmané však nemohli pokračovat v expanzi jako za vlády Mehmeta a Bayezida. Na východě vedla Osmanská říše války se šíitskou Sáfiovskou říší v Persii. Sulejman vedl poslední kampaň v roce 1566 proti nevěřícím při obléhání Szigetváru. Obléhání bylo pouze dočasným zastavením před úderem na Vídeň. Avšak pevnost obstála proti sutánovým armádám. V září 1566 sultán Sulejman zemřel ve věku 72 let. Kampaň byla nakonec i přes obsazení pevnosti ukončena a k útoku na Vídeň tak nedošlo.